# Rojo (programa de televisión)
Rojo fue un programa de televisión chileno producido y emitido por Televisión Nacional de Chile bajo los nombres Rojo Fama Contrafama (2002-2007), Rojo, el valor del talento (2008) y Rojo, el color del talento (2018-2019). El programa consistía en un concurso de talentos, donde jovenes talentos, bailarines y cantantes, se presentaban en vivo, con el fin de ser evaluados por un jurado (y ocasionalmente por el público). El programa, emitido en horario vespertino de lunes a viernes, elegía a dos participantes (un bailarín y un cantante) que iban siendo eliminados semanalmente, hasta llegar a una final, con los mejores de cada especialidad, los cuales definían su lugar en una emisión especial del programa en horario nocturno, conocida como «La gala» de la generación correspondiente.
Desde su comienzo el 2 de diciembre de 2002 hasta el 25 de enero de 2008, contó con la presentación de Rafael Araneda. Tras su salida, en marzo de 2008, se presentó un cambio de formato, que incluyo el cambio de eslogan de Fama Contrafama a El valor del talento y contó con la presentación de Martín Cárcamo. Sin embargo, el fracaso de este formato, tuvo como consecuencia el término del programa en su gala número 35, el sábado 12 de julio del mismo año. Asimismo, el director ejecutivo del espacio, Eduardo Domínguez, puso fin ese día a su carrera televisiva en la televisión chilena luego de 25 años dirigiendo exitosas producciones como Más música, Sábado gigante, Venga conmigo, Lo mejor es conversar y Noche de juegos, entre otras. Domínguez murió el 15 de noviembre de 2016.
El programa en su primera etapa se convirtió en un fenómeno tanto musical como de audiencia. Con 6 años al aire y 11 generaciones, logró ser el semillero de cantantes y bailarines de reconocimiento tanto en Chile como en el exterior, llegó a marcar peaks de sintonía de hasta 53 puntos,generó más de 1,5 millones de discos vendidos entre todos sus artistas  y una propia película estrenada el 2006, titulada Rojo, la película que fue récord de taquilla en su primer día. Además se destacan las versiones especiales nacidas del original, como Rojo VIP y Rojito, e internacional como, Rojo Paraguay y Rojo Perú, el primer formato que fue vendido desde Chile a otro país.
La segunda etapa del programa, llamada Rojo, el color del talento fue anunciado en enero de 2018  y transmitida desde el 14 de mayo de 2018 al 20 de diciembre de 2019 con la conducción de Álvaro Escobar, la cual tuvo buenos números de sintonía y conversación en redes sociales, aunque no generó la efervescencia de su primera etapa.

## Estructura
El eje central del programa consistía en una competencia de talentos donde llegaban jovenes divididos en 2 categorías: cantantes y bailarines. La semana del programa iniciaba con la presentación de los concursantes, quienes presentaba un montaje; posteriormente, cada jurado le pone una nota o comentario a cada concursante según su presentación, notando calidad de la presentación, entre otros factores. El público participaba mediante la votación telefónica, votando por su cantante o bailarín preferido. Al día siguiente, se determinaban a los participantes que pasan a la llamada "capilla", siendo regularmente los 2 participantes menos votados por el público vía telefónica, otros designados por el jurado y en otras temporadas definido por tener las peores notas.
Estar en capilla significaba quedar en riesgo de abandonar el programa; quienes estaban en esa posición debían seguir realizando presentaciones y enfrentándose a varios mecanismos para salir; primero salvado por el jurado, luego por los profesores y finalmente por sus propios compañeros.
Finalmente, 2 participantes llegaban al día de eliminación (generalmente los viernes) donde debían someterse al juicio de sus propios compañeros. Se realiza una votación en la cual cada participante deberá ponerse detrás del cantante o bailarín que desean que continúe en el programa, pudiendo usar cualquier parámetro; el menos votado abandonaba la competencia.

## Primera etapa
Los orígenes del programa se relacionan con las medidas que tomó el canal para hacer frente al arrollador éxito en el horario de la tarde del programa juvenil Mekano, de Mega, que había provocado, entre otros factores, el fin de su programa insignia en ese horario Pase lo que pase. Tomando elementos de Generación 2000, segmento juvenil que había desarrollado durante sus años en Venga conmigo, Eduardo Domínguez Vial y su equipo de producción desarrolló un programa que pusiera en el foco el talento y el esfuerzo para cumplir metas. Así, en septiembre de 2002 se iniciaron las audiciones para seleccionar principalmente a cantantes y bailarines, siendo seleccionados 12 de cada categoría; durante las pruebas al aire, bajo el nombre Toro Rojo, se pensó en desarrollar otras competencias como modelos y futbolistas (esta última estuvo al aire durante 2 semanas).

### Primera generación(2002/2003)
Rojo Fama Contrafama y su primera generación se estrenó el lunes 2 de diciembre de 2002 a las 18:00; a pesar de la fuerte promoción del canal, obtuvo un promedio cercano a los 10 puntos de sintonía, siendo superado por Mekano, que logró alrededor de 25 puntos. A pesar de ello, la prensa y crítica alabaron el programa y el nivel del jurado. Durante las siguientes semanas, el programa mantuvo sus cifras iniciales, sin poder crecer en sintonía. Hasta que en la semana de navidad, Mekano decidió tomarse vacaciones y emitir programas resúmenes con lo mejor del año, provocando que Rojo comenzara a sumar sintonía, hasta que el día 27 de diciembre lo que parecía imposible se logró: logra promediar 17 puntos de rating con peak de 28 puntos, superando a la competencia por primera vez; la eliminación de uno de los participantes del programa había subido la audiencia. Luego llegó el año siguiente, y el 3 de enero de 2003, la sintonía del programa se dispara, batiendo su propia marca: 26 puntos de rating y un peak de casi 37 puntos de rating, ubicándose como el tercer programa más visto del día; desde ahí en adelante logró promedios de 24 puntos y peaks sobre los 30.
El talento y carisma de los participantes, sumado a las impactantes notas periodísticas relacionadas con la historia y problemas familiares de cada uno de ellos (con situaciones como la adopción, bulimia), hicieron que el público se encariñara cada vez más con el programa. También las eliminaciones se hacían cada vez más dramáticas, ya que los propios compañeros debían eliminar a un concursante cada semana, ubicándose detrás de quien era su favorito. La gente ya comentaba el programa, la prensa y los programas de espectáculos hablaban de su éxito y de la caída del programa de la competencia.

#### La semana final
Después de las últimas eliminaciones y el repechaje, quedan finalmente 5 finalistas para cada categoría que definieron sus posiciones a partir del 4 de febrero de 2003. La elección de los lugares de los 10 finalistas generó gran polémica, por ejemplo el quinto lugar de la cantante Daniela Castillo quien se había transformado en una de las favoritas y no ocultó su pesar: sus fanáticos se manifestaron con dos mil reclamos por internet a TVN. Otra polémica fue la generada por el bailarín Pablo Vargas quien mostró públicamente su descontento por el triunfo de su contrincante Rodrigo Díaz. Tras la competencia, ambos sufrieron un distanciamiento en su amistad, aunque pudieron resolver sus diferencias. Durante la última semana de la 1era Generación, también se abrió una mini competencia, donde el público votaba por el más popular, el premio sería finalmente para María José Quintanilla, quién con una votación histórica, más de 87.000 votos dejaría en 2.º lugar a Daniela Castillo con más de 70.790 votos.
La final llegó con éxito inesperado el día viernes 7 de febrero del 2003. El programa logra entre las 18 y las 20:05 de la tarde un promedio de 32 puntos de rating, con un peak de 42, todo un suceso considerando el horario y la fecha veraniega. Cuando se elegía al ganador de la categoría bailarines Rodrigo Díaz el rating se elevó a los 38 puntos, mientras que su competencia Mekano solo lograba 7 puntos de rating; Rojo simplemente aplastaba a su competencia. Pero esto no sería todo, ya que cuando se elegía a la ganadora María Jimena Pereyra en la categoría cantantes se logró un peak de audiencia de 42 puntos. Rojo ya se había convertido en un éxito, y los ganadores de la competencia eran portada de diarios y revistas al día siguiente. Éste fue el final de la llamada Primera Generación, la que causó más euforia entre el público chileno. Los integrantes de esta Primera Generación se convirtieron en verdaderas figuras musicales y televisivas de Chile.
Los participantes de la primera generación fueron:
- Cantantes: Miguel Ángel Ahumada, Daniela Castillo, María Jimena Pereyra, Óscar Miranda, María José Quintanilla, Nuel Puelma, Leandro Martínez, Katherine Muñoz, Karin Cáceres, Rodrigo Cruz, Valentina Vega y Carolina Soto.
- Bailarines: Jonathan González, Carolina Cerda, Nelson Pacheco (conocido como Nelson Mauri), Yamna Lobos, Raúl Martínez, Francisca Rivera, Pablo Vargas, Maura Rivera, Rodrigo Díaz, Sophia Benavides, Patricio Nazar y Andrea Ríos.

### Segunda generaciónySímbolo Rojo I(2003)
El inesperado éxito de la primera generación impulsó al programa a realizar una segunda generación de cantantes y bailarines, que mantuvo el éxito de la antigua generación, y consolidó a Rojo como el Rey de la tarde con ratings de 30 puntos promedio.Se inicio el 10 de febrero con una preselección de 20 participantes en cada categoría, los cuales durante todo febrero se eliminaron para dejar a los 12 de cada lado para competir a partir de marzo. Al mismo tiempo, los finalistas de la Primera Generación, que quedaron en el programa formando el Clan Rojo, volvieron a participar en una competencia llamada Símbolo Rojo, que buscaba ponerlos a prueba en diferentes estilos y en conocimiento, todo con el fin de obtener como premio un automóvil. Esta competencia se realizó en paralelo con la segunda generación. A finales de mayo ambas competencia estaban por finalizar, y el programa lograba a diario peaks de sintonía por sobre los 35 puntos.
La segunda generación estaba formada por:
- Bailarines: Francisca López, Demis Reyes, María Isabel Sobarzo, Jorge Pezo, Paola Moreno, Jason Heredia, Valeria Cox, Paulina López, Juan Luis Urbina, Leticia Zamorano, Raúl Peralta y Claudio Puebla.
- Cantantes: Daniel Donoso, Catalina Barrios, Natalia Fairlie, Mario Guerrero, Ayline Vicencio, Roberto Olea, Monserrat Bustamante, Katherine Orellana, Edmundo Grimmick, Isber Rendiles, Miguel Garcés y Nicolás Álamo.

Los participantes del Símbolo Rojo I fueron: María Jimena Pereyra, Rodrigo Díaz, Leandro Martínez, Pablo Vargas, Carolina Soto, Yamna Lobos, María José Quintanilla, Nelson Pacheco, Daniela Castillo y Raúl Martínez.
Durante la segunda generación, fue recurrente la aparición de personajes de tono humorístico como Rogelio Rojas, interpretado por el músico y humorista Hugo Zachary Urzúa, que llegaba al programa a dedicar originales canciones a los participantes y Sumo Cizaña, un "carbonero profesional" personificado por Orlando Vidal, actor que también personifica al muñeco Flopp.

### Primeras galas (2003)
Los productores ante el éxito de Rojo, deciden realizar la final del Símbolo Rojo I y de la segunda generación, en una especie de estelar nocturno conocido como Gala de Rojo. La primera gala fue la del Símbolo Rojo 1º Generación, que se realizó el sábado 7 de junio de 2003 transmitida en directo desde el Teatro Teletón. En esta gala se logró la máxima audiencia en la historia del programa, un rating histórico para un día sábado: 37,7 puntos y un peak de sintonía de 53 puntos, cerca de las una de la madrugada, cuando se elegía la ganadora entre Daniela Castillo y María Jimena Pereyra, siendo esta última la triunfadora de la noche. Otro momento alto de la noche fue cuando se entregó el cuarto disco de platino a María José Quintanilla por su disco México, lindo y querido, siendo este el primer disco del programa en salir a la venta al mercado chileno; este momento logró marcar una sintonía de 41 puntos de índice de audiencia. Esta primera gala fue un éxito inesperado que logró seguir aumentando el fenómeno musical y televisivo de Rojo.
La siguiente gala en transmitirse fue la final de la Segunda Generación, el día 14 de junio de 2003, que también consiguió gran éxito logrando un promedio de 36,6 puntos de índice de audiencia, con un peak de 46 puntos de índice de audiencia cuando se elegía como triunfador a Mario Guerrero en la categoría cantantes. La ganadora de la categoría bailarines fue María Isabel Sobarzo más conocida como la Icha. El premio al más popular fue adjudicado a Nicolás Álamo.

### Rojo, eltour(2003)
Ante el éxito de las dos galas anteriores se decide realizar una gira en el país que sería transmitida todos los sábados en la noche con gran éxito. Las entradas se agotaron rápidamente y los diversos teatros de Chile eran repletados por miles de fanes de Rojo, incluso la gente quedaba fuera de los teatros debido a los llenos totales. 
La primera gala se realizó en Iquique el 21 de junio, donde se desató una euforia total por los chicos de Rojo, provocando caos e histeria a la llegada de estos: en esta gala se entregó el quinto disco de platino al 1º disco de Quintanilla. La gala promedio 26,5 puntos de índice de audiencia.
El siguiente espectáculo se realizó el 28 de junio en el Estadio Chile de Santiago, que también presentó un lleno total; en esta gala se firmaron los contratos para los primeros discos solistas de Guerrero (premio por ganar su generación), Castillo, Bustamante y Martínez, quienes recibieron con asombro y lágrimas la noticia; la gala marcó 25 puntos.
Por último vendría la ciudad de Talcahuano, el mítico anfiteatro La Tortuga de Talcahuano fue repletado por los miles de fanes de Rojo, llegando alrededor de 10.000 personas al show, realizado el 5 de julio. Durante el ensayo de esta gala, Daniela Castillo sufrió un extraño desmayo que la imposibilitó a participar de la misma, llamando la atención de la prensa. Dentro de los números presentados en esa gala, se destacó un concurso para elegir a la doble de María José Quintanilla; es así como se descubre a la pequeña cantante de 5 años Christell Rodríguez, que causó impacto y asombro en el público presente gracias a su voz a tan corta edad; esta gala promedio una sintonía de 30,6 puntos.
También el programa firmó un convenio con el Teatro Municipal de Santiago para realizar una gala en compañía del Ballet de Santiago. El espectáculo promocionado como El municipal se viste de Rojo se realizó el 8 de noviembre.

### Tercera generaciónySímbolo Rojo II(2003)
Posteriormente vino la tercera generación, que tuvo menos repercusión que las generaciones anteriores. Además los finalistas de la segunda generación volvieron a competir en el llamado Símbolo Rojo II cuyo premio nuevamente fue un automóvil. El programa comenzó a darle menos protagonismo a la competencia y se enfocaba más en los participantes finalistas de la primera generación, que seguían en el programa formando el Clan Rojo. Estos integrantes eran más queridos y mediáticos, de ahí su protagonismo. También se destaca la participación de Christell en algunos programas, que incluso llegó a elevar el rating hasta los 40 puntos de peak, llevando al programa a apadrinarla para que desarrollara una carrera musical, lanzando a fin de año su primer disco que a los meses logró ventas record de hasta 80.000 copias.
Las finales de la tercera generación y el Símbolo Rojo II también se realizaron mediante galas, que se posicionaron en el primer lugar de audiencia, aunque el rating no fue tan alto como las galas anteriores, promediando cerca de 22 puntos de rating ambas finales. La gala del Símbolo Rojo II, realizado el 25 de octubre, consagró como ganadora a Maura Rivera, que fue invitada de la primera generación logrando ganar por 10 puntos de diferencia contra Mario Guerrero y permaneciendo en el programa. Mientras que la gala de la tercera generación, realizado el 1 de noviembre, consagró como ganadores en la categoría cantantes a Juan David Rodríguez y en bailarines a Christian Ocaranza. 
Los participantes de esta generación fueron:
- Bailarines: Constanza Álvarez, Francisco Vásquez, Giovanna Cigna, Víctor Tapia, Daniella Rosas, Wellington Silva, José Aravena, José Luis Quijada, Carolina Marmolejo, Andrea Calderón, Christian Ocaranza y Rubén Abrigo.
- Cantantes: Javier González, Ruth Toro, Juan David Rodríguez, Carla Salazar, Juan José Herrera, Carolina Molina (acreditada como María Carolina Figueroa), Patricio Garcés, Daniela Sánchez, Luis Pedraza, Camila Serrano, David Dionich y Lilian Valenzuela.

Los participantes del Símbolo Rojo II fueron: María Isabel Sobarzo, Mario Guerrero, Leticia Zamorano (originalmente era Claudio Puebla, pero decidió retirarse de esta competencia, aunque no del programa, ya que quería enfocarse en sus estudios), Miguel Garcés, Monserrat Bustamante, Raúl Peralta, Katherine Orellana, Demis Reyes (expulsado del programa antes de la finalización de la competencia), Natalia Fairlie, Paulina López y Maura Rivera.
Además se abrió una competencia paralela de niños cantantes denominados Rojitos, cuyo premio era representar a Chile en un festival en Orlando, Florida. Los participantes fueron: Felipe Morales, Constanza Román, Geraldine Mancilla, Vanessa Aguilera y Vincent Mejías, siendo este último el ganador.

### El gran Rojo(2003-2004)
Como la tercera generación bajó considerablemente la popularidad del programa, los productores del espacio deciden volver hacer competir a los finalistas de la primera y segunda generación, junto a los finalistas de la tercera y realizar una competencia extrema, donde todas las semanas se irían eliminando participantes quedando al final solo 8 cantantes y 8 bailarines; estos finalistas formarían un staff permanente, el Clan Rojo definitivo que se mantendría durante los siguientes años en el programa. La competencia comenzó el lunes 3 de noviembre de 2003, y se llamó Gran Rojo, que traía como novedad nuevas pruebas nunca antes vistas en el programa, como Cámbiele la letra, Frente a frente, Yo me la juego, Tarea en directo, Mi propio montaje, etc. Estas pruebas se convirtieron en todo un desafío para los concursantes, desatando muchas veces gran polémica; un ejemplo ocurrió con María Jimena Pereyra quien mostró su malestar al perder un Frente a Frente, golpeando fuera de cámaras las paredes del camarín quebrándose una de sus dedos, noticia que fue portada al día siguiente. La competencia comenzó avanzar y la sintonía se estabilizó, volviendo la popularidad del programa. Las eliminaciones lograron gran tensión en el público, logrando subir el rating por sobre los 30 puntos. Cuando se acercaba el momento de elegir a los 8 finalistas bailarines y 8 cantantes, los concursantes se encontraban en completa angustia y estrés.
Un ejemplo de esto ocurrió el 28 de enero de 2004 cuando se eligieron a los primeros 7 finalistas para cantantes; la tensión que se respiraba en el estudio hizo que Daniela Castillo se desmayara cuando se anuncio su nombre como finalista, causando gran impacto en el público. Finalmente fueron enviadas en una dramática capilla Katherine Orellana y Carolina Soto, una de ellas debería abandonar el programa al día siguiente.  El jueves finalmente abandona el programa Katherine, quien pierde ante Carolina, Rojo vuelve a reventar el rating, promediando 24,3 puntos de promedio y un peak de sintonía de 36.
El programa cierra su temporada a finales de enero de 2004, con las finales separadas en 2: una gala para bailarines y una para cantantes (esta forma de realizar las finales se mantuvo en los siguientes años). Ambas galas consiguieron altas sintonías, promediaron sobre los 30 puntos de índice de audiencia. La gala de bailarines, desarrollada el 24 de enero, que logró un peak de 35 puntos de audiencia, consagró como ganador por segunda vez a Christian Ocaranza, quien estuvo al borde del desmayo al recibir la noticia. Mientras que la gala de cantantes, realizada el 31 de enero, definió como ganadora a Carolina Soto con la canción de Andrea Boccelli, "Por ti volaré" quien marcó junto a Monserrat Bustamante un peak de 44 puntos de rating cuando se elegía a la ganadora; ambas concursantes luego protagonizarían una pelea pública a través de la prensa, que con el tiempo se aclararía.
Los lugares fueron los siguientes:
- Cantantes: 8.º Daniela Castillo, 7.º Leandro Martínez, quedando fuera de prestar sus números artísticos, 6.º María José Quintanilla, 5.º Mario Guerrero, 4.º Luis Pedraza, 3.º Jimena Pereyra, 2.º Monserrat Bustamante y la gran ganadora Carolina Soto.

- Bailarines: 8° lugar; Maura Rivera, 7° lugar; Raúl Martínez (Ambos no pudieron presentar su show), el sexto lugar fue para José Aravena, 5° lugar; Yamna Lobos,4° Pablo Vargas, 3° Rodrigo Díaz, 2° lugar; María Isabel Sobarzo y el ganador fue Christian Ocaranza.

### Rojo de Chile; Rojo, la revanchayRojo Final(2004)
Rojo decidió tomarse un descanso, saliendo del aire durante febrero de 2004. En marzo, el programa regresó al aire desarrollando durante el primer semestre la competencia Rojo de Chile, donde llegaron nuevos talentos, cantantes y bailarines de todas las regiones del país. En total, fueron 31 participantes, más que en temporadas anteriores. Ellos fueron:
- Bailarines: Gianella Pandolfo, Mauricio Miranda, Patricia Oliva, Andrés Manutomatoma, Constanza Azúa, Mauricio Pizarro, Pamela Gutiérrez, Cristina Vargas, Jocelyn Thomas, Sergio Muñoz, María Pilar Ortega, Pablo Sandoval, Pamela Lozano, Melissa Sánchez, Patricio Aravena y Enyger Quezada.

- Cantantes: Sandier Ante, Karin Yunge, Gabriel Suárez, Bárbara Muñoz, Rodrigo Araya, María Trinidad Allende (esta última se retira sin previo aviso después de tres días iniciada la competencia), Claudio González, Fernanda Gallardo, Paulo Rojas, Gianina Ramos, Edra Silva, Licetty Alfaro, Francisco Verdugo, Claudia Bravo y Camila Méndez.

En las galas finales de la temporada, realizadas en Santiago para cantantes y en Talcahuano para bailarines, dejaron como ganadoras a la intérprete Bárbara Muñoz en la categoría de los cantantes, que deslumbró interpretando la canción Carusso en una gala que logró 28 puntos de rating y a Pamela Lozano en la categoría bailarines en una gala que promedió 33 puntos de rating.
Sin embargo, la temporada presentó una baja en la calidad de sus participantes (tanto bailarines como cantantes) y en la competencia que fue criticada por el público, el jurado y por el mismo Clan Rojo, también provocando una baja en la sintonía durante ese semestre siendo superado mínimamente por Mekano.  Para revertir la situación, en el segundo semestre, se realizó Rojo, la revancha, competencia en la que volvieron muchos de los concursantes que fueron eliminados en el programa tanto en las 3 primeras generaciones como en el Gran Rojo. Además esta competencia sirvió para que regresaran rostros ya reconocidos del programa como Katherine Orellana, Juan David Rodríguez, Claudio Puebla, Leticia Zamorano, Paulina López, entre otros.
Los participantes fueron:
- Bailarines: Carolina Cerda, Patricio Nazar, Andrea Ríos, Jonathan González, Paulina López, Jorge Pezo, Francisca López, Juan Luis Urbina, Leticia Zamorano, Claudio Puebla, Demis Reyes, Carolina Marmolejo, Rubén Abrigo, Víctor Tapia, José Luis Quijada, Wellington Silva y Sophia Benavides.

- Cantantes: Valentina Vega, Miguel Ángel Ahumada, Katherine Muñoz, Rodrigo Cruz, Karin Cáceres, Oscar Miranda, Catalina Barrios, Roberto Olea, Daniel Donoso, Ayline Vicencio, Katherine Orellana, Edmundo Grimminck, Carla Salazar, Juan David Rodriguez, Ruth Toro, Javier González, Carolina Molina y David Dionich.

En las galas finales, realizadas en el Teatro Teletón, se consagraron como ganadores Paulina López en bailarines y por segunda vez Juan David Rodriguez en cantantes.  Para finalizar el año, se realizó Rojo Final 2004, final del año en la que participaron los finalistas de las dos competencias antes mencionadas y solo quedaron los mejores. Las galas finales nuevamente se dividieron en 2 para cantantes y bailarines; la gala de cantantes es recordada por los peak de sintonía de los musicales de Maura Rivera que logró 44 de índice de audiencia y de Yamna Lobos que logró 42,  ambas rivales después entrarían en una pelea pública. Los ganadores fueron Claudio Puebla por los bailarines y Sandier Ante por los cantantes. 

### Clan Rojo, en verano(2005) yRojo La Serena(2006/07)
Desde el verano de 2005 hasta 2007, el programa continuo al aire con un programa especial diario donde los integrantes del Clan Rojo asistían a una playa de Chile a realizar un espectáculo masivo donde la gente gratuitamente podía asistir. En 2005 se emitió como Clan Rojo en verano siendo un éxito masivo en audiencia y en público, registrándose todo los días en las playas récords de público, con el primer día asistiendo más de 12.000 personas. En ese año, el programa se trasladó a Viña del Mar, además de contar con la participación estelar del grupo brasileño Axé Bahía.  En febrero de 2006, Rojo se traslada a La Serena, y en 2007 durante el mes de enero se tituló Rojo, La Serena, en el mismo balneario con iguales características. Las tres galas finales de enero de 2007, bailarines, cantantes y Símbolo Rojo III, se realizaron de igual forma en esa ciudad.

### Rojo internacionalI, II, y final (2005)
Rojo regresó con una nueva competencia en marzo de 2005 abriendo su escenario para cantantes y bailarines provenientes de diversos rincones de Latinoamérica, desarrollándose en el primer semestre Rojo internacional o Rojo Internacional I. 
Los participantes de Rojo Internacional I fueron:
- Cantantes: Orlando Oliva (Cuba), Simoney Romero (Venezuela), Lucia Covarrubias (Perú), Tatiana Agreda (Bolivia), Letty Rincón (Colombia), Sharon Pereira (Brasil), Jorge Ruiz (Paraguay) y Gabriel Vázquez (Argentina). Representan a Chile: Carolina Soto, Juan David Rodriguez, Daniel Donoso y Barbara Muñoz.
- Bailarines: Juan Pablo Rahal (Brasil), Paula Álvarez (Argentina), Myriam Martínez (México), Alejandro Ramírez (Colombia), Dayris Pérez (Cuba), Andrea Bucaram (Ecuador), Wilfredo Gómez (Rep. Dominicana) y Valentina Arce (Venezuela). Representan a Chile: José Aravena, Leticia Zamorano, Juan Luis Urbina y José Luis Quijada.

La gala final de los bailarines fue efectuada el día 9 de julio, donde la ganadora fue la mexicana Myriam Martínez. En la gala final de los cantantes, realizada el 16 de julio, el ganador fue el cubano Orlando Oliva. Ambas galas realizadas desde el Teatro Teletón.
La siguiente competencia de 2005, fue Rojo internacional II, que destacó principalmente por realizar en sus primeras semanas una preselección para elegir a los representantes de Chile, con ex participantes del programa en sus 4 primeras generaciones.
En Rojo Internacional II, los participantes fueron:
- Cantantes: Andy Dular (Argentina), Zulma Arce (Bolivia), Sayen Sepúlveda (Canadá), Andrés Zapata (Colombia), Anoyka Wade y Mike Ante (Cuba), Arquímedes Reyes (El Salvador), Angela Bendeck (Honduras) y Otoniel Ríos (Perú). Representan a Chile: Barbara Muñoz, Gabriel Suarez y Camila Méndez.
- Bailarines: Paulo Nunes (Brasil), Nataly Toro (Bolivia), Rosaris Quiñones (Cuba), Cindy Stevenson (Estados Unidos), Sandra Liendro (Perú), Edwin Rivera (Puerto Rico), Natalia Silva (Suecia), Valentina Arce y Stephanie Stevenson (Venezuela). Representan a Chile: Paulina López, Francisco Vázquez y Pablo Sandoval.

La gala final de los bailarines se realizó el 19 de noviembre, por primera vez, en el Teatro Caupolicán, donde resultó triunfadora por segunda vez Paulina López, representando a Chile. Por otra parte, la gala final de los cantantes se realizó el 26 de noviembre, también en el Caupolicán, donde el ganador fue Gabriel Suárez, también de Chile.  Los dos formatos ya nombrados dieron origen a la Gran final Rojo internacional 2005, final del año con la mayoría de finalistas de ambas competencias, a la que se sumaron los ganadores de la primera generación de la versión paraguaya del programa, Carolina Báez de los bailarines y Daniel Meza por los cantantes. La final de los bailarines se realizó el 21 de enero de 2006 donde Leticia Zamorano se consagró como ganadora después de 7 arduas competencias. La final de los cantantes se realizó el 28 de enero de 2006 donde salió triunfadora por segunda vez Carolina Soto; ambas ganadoras representando a Chile.

### Rojo, La nueva generaciónI, II, final ySímbolo Rojo III(2006)
En 2006 Rojo volvió al formato clásico, con una nueva generación de cantantes y bailarines. La nueva generación I empezó el día 6 de marzo de 2006. En esta competencia, volvieron a ser 24 concursantes, 12 en cada categoría. Ellos fueron:
- Bailarines: Fabián Castro, Mónica Ferrada, Carlos Pérez, Giovanna Rossi, Nicole Rodríguez, Rodrigo Núñez, Valentina Tello, Carolina Daroch, Mabel Contreras, Carolina Gómez, Yasna Zuvic e Iván Cabrera.

- Cantantes: Zafiro Ayala, Jessica Viveros, Natalia Santander, Andrea Lorenzini, Mariela Gamboa, Bernardita Díaz, Fernanda Valdebenito, María José Saavedra, Rodrigo Tapia, Francisca Silva, Eduardo Bravo y Cristián Araya.

Se realizaron dos galas: la primera fue de bailarines el día 15 de julio, siendo la ganadora en este categoría, Mónica Ferrada, mientras que la de cantantes fue el día 29 de julio, resultando triunfadora, Francisca Silva. 
Posteriormente, La nueva generación II inició el día 31 de julio de 2006. Sus participantes fueron:  
- Cantantes: Arturo Domínguez, Pablo Alarcón, Cristóbal Parada, Dajana Scepanovic, Francisco Heredia, Mariela Gamboa, Andrés Sáez, Heidi Weinrib, Kenia Becerra, Tamara Monroy, Macarena Carrasco
- Bailarines: Diego Gómez, María Jesús Tapia, Ivan Schmied, Christian Juris, Alonso Tabilo, Tania Donoso, Constanza Bernal, Cesar Molina, Katherina Contreras

Al igual que la temporada anterior se realizaron dos galas: primero vino la de cantantes el día 21 de octubre, en el Teatro Caupolicán siendo Arturo Domínguez el ganador y finalmente el día 28 de octubre se realiza la gala de bailarines en el Teatro Teletón, donde Diego Gómez se alzó como ganador.
Al finalizar el año, se desarrolló La Nueva Generación Final, final del año entre los finalistas de ambas competencias, donde 2 de los momentos más tensos fueron al elegir a los últimos finalistas para la final, en los cantantes tuvieron que elegir entre Pablo Alarcón y Francisca Silva dejando a esta última como la quinta finalista, en el caso de los bailarines fue entre Mónica Ferrada e Iván Cabrera siendo este el quinto finalista de la temporada.
En las galas finales, desarrolladas en La Serena, para los bailarines, se produjo un empate en el primer lugar entre Iván Schmied y Fabián Castro, teniendo que realizar una segunda presentación de sus montajes; en fallo dividido entre el jurado y la coreógrafa jefe Rosita Piulats, se declaró a Schmied como ganador. En el caso de los cantantes, Rodrigo Tapia se consagró como el ganador.
Paralelamente con la Final de La Nueva Generación, se desarrolló el Símbolo Rojo III, donde el programa juntó a exparticipantes del programa que alguna vez hayan llegado a una Gala para participar por un cupo para el Clan Rojo 2007. Las ganadoras fueron Paulina López por los bailarines por tercera vez y Simoney Romero por los cantantes.

### Rojo, en grupos
En 2007 Rojo cambia absolutamente su esquema, y comienza una nueva competencia, llamada Rojo Generación 2007 (o también llamado Rojo en grupos) que presentó como novedad la participación en bailarines de dúos y en cantantes de dúos, tríos y cuartetos, cada uno con un nombre característico; además una competencia extra de Cheerleaders.
Después de 4 años, se realizó 1 sola gala donde se premió a ambas categorías. Esta gala tuvo lugar el día viernes 22 de junio. Para los bailarines, la pareja ganadora fue Constanza Azúa y Mauricio Mauro Pizarro, seguidos por Carolina Gómez y Felipe Figueroa en el segundo lugar, y por Francisco Chávez y Nía Marambio con el tercer puesto. En el caso de los cantantes, ganó el cuarteto Entreparéntesis, seguido por el dúo "Kómplices" y el tercer lugar lo obtuvo el trío "K-Bala". 
Además, se integró en el humor el personaje "La Polilla", interpretado por la comediante Paola Troncoso.
Los grupos y parejas conformados en esta temporada fueron los siguientes:
- Bailarines: Pauli-Mauricio, Amadeus-Juan Carlos, Paula-Camila, Sandra-Nelson, Álex-Felipe, Nia Marambio y Francisco Chávez, Hilda-Bárbara, Einzige-Yerko, Valentina-Ignacio, Carolina-Felipe, Constanza Azúa y Mauro Pizarro y Paulina-Vale

- Cantantes: Gemelos, K-Bala, Tabaco y Miel, Sayén, Kómplices, Corte en Trámite, La Cintura de Venus, Azar Porteño, Entreparéntesis, Deja Vu, Akústicos y Pasaje en Bus.

### Rojo, La nueva generación IIIy final (2007)
Para el segundo semestre, Rojo regresa a su esquema original de participantes individuales. La gala final de esta temporada se realizó el sábado 6 de octubre, con 3 finalistas por cada categoría, dejando a participantes en el cuarto lugar un día antes de la gala. En la categoría de los bailarines, Nicolás Cancino fue escogido como el ganador, dejando en segundo lugar a Run Fang Cheng y en tercer lugar a Ivana Vargas. En el caso de los cantantes, el ganador fue Paolo Ramírez, le sigue Rubén Álvarez en segundo lugar y Daniela Cevallos en tercer lugar.
Los cantantes y bailarines solistas, en dúos y los que entraron por repechaje volvieron a competir en la final del año Rojo Final 2007. Los bailarines y cantantes que entraron por repechaje fueron todos eliminados y varios que habían estado en galas anteriores también. La final se realizó el 25 de enero de 2008, donde en la categoría de bailarines, los ganadores fueron Nia Marambio y Francisco Chávez, seguidos de Ivana Vargas en segundo lugar y Constanza Azúa y Mauro Pizarro en tercer lugar, mientras que en los cantantes, el primer lugar lo obtuvo el trío K-Bala, seguidos de Rubén Álvarez, nuevamente en segundo lugar y el cuarteto Entreparéntesis en tercer lugar. La gala y la temporada, marcó la despedida de Araneda como animador del programa, quien anuncio su decisión de no continuar para priorizar otros proyectos en TVN así como proyectarse internacionalmente. También marcó el adiós del ya histórico Clan Rojo, que integró desde sus inicios entre 2002 y 2003.

### Rojo, el valor del talentoy término temporal del programa (2008)
Tras la salida de Araneda y el Clan Rojo, el programa decidió implementar cambios para renovarse, entre estos, el cambio del eslogan del programa, pasando a ser Rojo El valor del talento. Toma la conducción Martín Cárcamo,  sumándose con él la actriz Mariana Derderián, quien queda a cargo de la sección Escuela Rojo. Al igual que desde su inicio, fueron 24 participantes en total, 12 en cada categoría. Se crea también el Staff Rojo, una especie del anterior Clan Rojo, pero con participantes de las temporadas de 2006 y 2007. Sin embargo, un mal recibimiento a los cambios y participantes de la temporada y la caída en audiencia debido al auge en sintonía de Yingo de Chilevisión, llevaron a la cancelación del programa al término de la temporada. La gala y último programa final se desarrolló el 12 de julio de 2008, donde en la categoría de los bailarines, el ganador fue Rodrigo Silva, y en los cantantes, la ganadora fue Carolina Mestrovic.

## Segunda etapa

### Rojo, el color del talento, regreso del programa (2018)
Luego de una serie de rumores, durante la previa al Festival del Huaso de Olmué, el día 25 de enero de 2018 el canal anunció por medio de un teaser el regreso del programa. Asimismo, el día 9 de febrero de 2018, en la tanda comercial previa a la Fiesta de la Independencia de Talca, el programa anunció el inicio del casting digital.A cargo de la producción de esta etapa estuvo al frente el productor Gonzalo Cordero (reconocido por su trabajo con Vivi Kreutzberger).
Entre los meses de casting, tras rumores sobre el animador de esta versión que incluyo un rumor sobre el regreso de Rafael Araneda,  y otros nombres bajo la orbita como Jean Philippe Cretton, Julián Elfenbein y Sergio Lagos, fue escogido Álvaro Escobar para ser el nuevo animador, puesto que ocupó durante el inicio de la segunda generación reemplazando por algún tiempo a Araneda. También, el día 17 de abril de 2018, se anunció por medio de la prensa que Jaime Davagnino, la emblemática voz en off del programa regresaba a TVN tras 8 años de haber emigrado a Canal 13, volviendo a ser la voz en off.
También se anunció el regreso de emblemáticos participantes del programa, esta vez como coaches: Leandro Martínez, Daniela Castillo y María Jimena Pereyra servirán como coaches de canto, mientras que para coaches de baile se anunció a Christian Ocaranza, Yamna Lobos y María Isabel Sobarzo. Además, se anunció el regreso de Rosita Piulats, quien fue la coreógrafa jefe durante toda la primera etapa del programa, esta vez en el cargo de directora artística. También se anuncio al jurado que fue conformado por Maitén Montenegro, Consuelo Schuster y Neilas Katinas.
Es así como el 14 de mayo de 2018 se estrena finalmente el programa, liderando en sintonía en su franja y convirtiéndose en lo más comentado en las redes sociales.
Esta (nueva) primera generación está formada por:
- Cantantes: Felipe Galindo, Ashly Viáfara, Carla Costa, Toarii Valantin, Andrei Hadler, Millaray Mandiola, Ronald Pérez, Safka Pisani, Jorge Núñez, Juan Ángel Mallorca, Jeimy Espinoza y Gabriela Gacitúa
- Bailarines: Tatiana Fernández, Juan Francisco Matamala, Geraldine Muñoz, Javiera Aranda, Camila Vásquez, Chantal Gayoso, Marlon Pérez, Nicole Hernández, Maylor Pérez, Hernán Arcil, Matías Falcón y Alan Caniuman.

La semana del 2 de julio al 6 de julio de 2018, llevándose a cabo la semana de repechaje, se anunció además la incorporación de nuevos participantes a partir del 9 de julio del mismo año. La semana del 9 se llevó a cabo la competencia de dichos nuevos participantes que competían por ganarse un cupo en la competencia, resultando como ganadores para las incorporaciones, los cantantes Piamaría Silva, Rodrigo Silva y Paloma Castillo (conocida como Paloma Mami); y los bailarines Nicole Meza, Julio Allendes y Yerko Aliaga. A partir de la semana de repechaje, también se suma Vasco Moulian como jurado.
La gran final se llevó a cabo los días 12 y 13 de septiembre, para bailarines y cantantes, respectivamente. Para los bailarines se definió a Nicole Hernández en el 4º lugar y a Matías Falcón en el 3º. Y el ganador se debatía entre Geraldine Muñoz y Hernán Arcil, resultando en el último de los mencionados como el gran ganador de esta temporada en su categoría. En cuanto a los cantantes, se definió en el 4º lugar a Carla Costa, a Andrei Hadler en el 3º lugar y el ganador se definió entre Juan Ángel Mallorca y Jeimy Espinoza, resultando en Juan Ángel el gran ganador de esta temporada en la categoría.
Además se hizo una pequeña competencia, galardonando a Juan Ángel Mallorca con el Premio al Esfuerzo y a Carla Costa como la Mejor Influencer.

### Rojo, el color del talento, Segunda temporada(2018-2019)
La semana del 30 de julio de 2018, se anunció el comienzo del casting para la segunda temporada de Rojo, el color del talento. Se produjeron cambios como la no continuación como coaches de Ocaranza, Sobarzo y Castillo; se mantuvieron Martínez y Lobos, sumándose a ellos Carolina Soto para cantantes y Rodrigo Díaz para bailarines. María Jimena Pereyra fue ascendida como jurado junto con Katinas. Montenegro no continuo debido a compromisos con la producción del musical 1995, ni tampoco Schuster y Moulian. Como tercer jurado se integró el cantautor colombiano Nicolás Tovar, reconocido compositor de canciones para Ricky Martin, Cristian Castro, entre otros.
Esta (nueva) segunda generación está conformada por:
- Cantantes: Valentina Silva, Abimelec Vega, Jhon Soto, Emilia Dides, Javiera González, Ebens Elionom, Valeria Fernández (la nueva participante más joven del programa), Luis Zapata, Alfonsina Aguirre, Esteban Araya, Javiera Jara y Raúl de Jesús Valdés.
- Bailarines: Ernesto Bravo, Rodrigo Matus, Joel González, Camila Vásquez (reingresada desde la primera temporada debido a una lesión), Xiomara Herrera, Francisco Solar, Pablo Ñancucheo, Daniela Acevedo, Valeria Tapia, Daniela Aravena, Camila Benavides y Rodrigo Canobra.

Durante la semana de repechaje, se anunció que reingresarían algunos integrantes de la primera temporada para lograr un cupo en la final. Este proceso se denominó como Revancha. Esto fue duramente criticado por los seguidores del programa y por los mismos competidores, quienes argumentaban que les estarían quitando la oportunidad a los participantes de la segunda temporada, tanto de bailarines como de cantantes. El día 19 de noviembre los participantes en entrar fueron: Felipe Galindo, Carla Costa y Jorge Núñez por los cantantes y Tatiana Fernández, Javiera Aranda y Nicole Meza por los bailarines. Al día siguiente los dos integrantes restantes para la revancha fueron el cantante Andrei Hadler y el bailarín Juan Francisco Matamala. Finalmente quienes reingresaron al programa fueron Hadler, Matamala, Núñez, Galindo y Aranda, estos últimos fueron eliminados en los duelos pero fueron reingresados nuevamente debido a la votación del público. Todos los participantes reingresados de la primera temporada fueron eliminados. Para la etapa de repechaje y la final, vuelve al jurado Moulian. Los ganadores de esta temporada fueron Emilia Dides en los cantantes y Francisco Solar en los bailarines.

### Rojo en Vacaciones(2019)
A días de la gran final de la segunda temporada de Rojo, se anunció que se realizaría una temporada veraniega durante enero y febrero de 2019. Esta se denominó Rojo en Vacaciones. Gran parte del elenco que estuvo durante esta temporada formó parte de la primera y segunda temporada del programa, entre ellos: Juan Francisco Matamala, Andrei Hadler, Millaray Mandiola, Geraldine Muñoz, Rodrigo Canobra, Hernán Arcil, Matías Falcón, Felipe Galindo, Javiera Aranda, Piamaría Silva, Ernesto Bravo, Camila Vásquez, Chantal Gayoso, Jorge Núñez, Francisco Solar, entre otros.
Hubo una pequeña competencia también para esta temporada, entre dos equipos: Azul y Verde. El equipo que ganaba la semana sumaría puntaje. También el público podía elegir, mediante votación en Twitter, qué integrante de cada equipo pasaría directamente a formar parte del Clan Rojo para la tercera temporada.
Esta temporada de Rojo se estrenó el 14 de enero de 2019 y terminó el 21 de febrero del mismo año, bajo la conducción de Rodrigo Díaz y Maura Rivera, quienes formaron parte de la primera generación en la primera versión del programa. También dentro de la misma, se inició la campaña de los candidatos a Reyes del Festival de Viña del Mar 2019, quienes fueron Chantal Gayoso y Hernán Arcil, triunfando finalmente en el reinado del certamen viñamarino.

### Rojo, el color del talento, Tercera temporada(2019)
Para diciembre de 2018, en camino a la final de la segunda temporada, se confirmó una tercera temporada, que comenzaría en marzo de 2019. También se anunció un cambio de horario, entre las 18:00 y las 20:00, debido al pronto estreno de la teleserie de TVN Amar a morir.
Durante el mes de febrero, se confirmó la continuidad de Lobos y Soto como coaches, sumándose para esta temporada Juan David Rodríguez en cantantes y Maura Rivera en bailarines. Para el jurado, se confirmó el regreso de Montenegro, se mantuvo Katinas y se sumó Cristián Natalino, vocalista de la banda chilena Natalino. Las ganadoras de la tercera temporada fueron Jazmín "Jazz" Torres en categoría bailarines, e Ivana Riquelme en categoría cantantes.
Esta (nueva) tercera generación estuvo conformada por:
- Cantantes: Marco Castro, Constanza Campos, Ana Josefa López, Michel Ríos, Francisca Fernández, Ian Araos, Benjamín Benja Durán, Paulo Zieballe, Edwin Joseph, Victoria Constanzo, Ivana Riquelme y Jocelyn Vargas.

- Bailarines: Bastian Retamal, Raúl Alarcón, Vicente Rojas, Ximena Huala, Lay Chau, Pía Weidmann, Jazmin Jazz Torres, Valentina Actton, Diego Salazar, Sandro Álvarez, Valentina Ríos y Milly Donoso.

### El Gran Rojo, Cuarta temporada(2019)
El día 4 de julio se estrenó la cuarta temporada del programa, denominada como el Gran Rojo, donde integrantes de las tres temporadas fueron seleccionados para competir y convertirse en el mejor de sus categorías. 
En los bailarines se destacaron participantes como Hernán Arcil, Rodrigo Canobra, Matías Falcón, Chantal Gayoso, Juan Francisco Matamala, Geraldine Muñoz, Julio Allendes, Camila Benavides, Jazmín "Jazz" Torres, Francisco Solar, entre otros. En los cantantes quienes fueron algunos de los participantes fueron Jorge Núñez, Ivana Riquelme, Raúl de Jesús Valdés, Paulo Zieballe, Andrei Hadler, Millaray Mandiola, Piamaría Silva, entre otros. A mediados de agosto ingresaron a la competencia las cantantes Javiera Flores y Christell Rodríguez. 
Producto del estallido social, el programa estuvo fuera del aire hasta noviembre, pudiendo desarrollar su competencia hasta diciembre. En esta categoría la ganadora fue Nicole Hernández. Esta categoría la ganó Benjamín "Benja" Durán.

### Rojo de Chile, quinta temporada, Talento Rojo(2020-2022)
La quinta temporada del programa empezó su desarrollo terminada la cuarta temporada. En enero de 2020, comenzó el ya conocido casting digital para los postulantes. Sin embargo, a raíz de la pandemia de COVID-19, el programa tuvo que ser suspendido indefinidamente, así como también su proceso de casting.  Finalmente, se informó que, a mediados de junio, el programa fue cancelado, ésto sumado a la desvinculación de su conductor Álvaro Escobar y de todo el equipo realizador. Sin embargo, dos años después, se anunció que el programa volvería con un nuevo nombre. El 28 de febrero de 2022, se estrena en horario estelar Talento Rojo, ahora con un formato muy similar a The X Factor o Got Talent. En la conducción, regresó Rafael Araneda junto a María Luisa Godoy. El jurado estuvo compuesto por los cantantes Luis Jara, Nicole y la actriz venezoargentina Catherine Fulop.

## Recuento
| Temporada                                     | Año       | Ganador (es)                                                          |
| --------------------------------------------- | --------- | --------------------------------------------------------------------- |
| Primera generación                            | 2002-2003 | Bailarines: Rodrigo Díaz Cantantes: María Jimena Pereyra              |
| Segunda generación                            | 2003      | Bailarines: María Isabel Sobarzo Cantantes: Mario Guerrero            |
| Símbolo Rojo 1 y 2                            | 2003      | Símbolo Rojo 1: María Jimena Pereyra Símbolo Rojo 2: Maura Rivera     |
| Tercera generación                            | 2003      | Bailarines: Christian Ocaranza Cantantes: Juan David Rodríguez        |
| Gran Rojo                                     | 2003-2004 | Bailarines: Christian Ocaranza Cantantes: Carolina Soto               |
| Rojo de Chile                                 | 2004      | Bailarines: Pamela Lozano Cantantes: Bárbara Muñoz                    |
| Rojo, la revancha                             | 2004      | Bailarines: Paulina López Cantantes: Juan David Rodríguez             |
| Rojo Final 2004                               | 2004-2005 | Bailarines: Claudio Puebla Cantantes: Sandier Ante                    |
| Rojo internacional                            | 2005      | Bailarines: Myriam Martínez Cantantes: Orlando Oliva                  |
| Rojo internacional II                         | 2005      | Bailarines: Paulina López Cantantes: Gabriel Suárez                   |
| Rojo internacional Gran final                 | 2005-2006 | Bailarines: Leticia Zamorano Cantantes: Carolina Soto                 |
| Rojito                                        | 2005      | Bailarines: Michael Pavez Cantantes: César Morales                    |
| Rojo, el más popular                          | 2005      | Yamna Lobos                                                           |
| Rojo VIP                                      | 2005      | Buddy Richard                                                         |
| Rojo, la nueva generación                     | 2006      | Bailarines: Mónica Ferrada Cantantes: Francisca Silva                 |
| Rojo, la nueva generación II                  | 2006      | Bailarines: Diego Gómez Cantantes: Arturo Domínguez                   |
| Rojo, la nueva generación (final)             | 2006-2007 | Bailarines: Iván Schmied (empate) Cantantes: Rodrigo Tapia            |
| Símbolo Rojo 3                                | 2006-2007 | Bailarines: Paulina López Cantantes: Simoney Romero                   |
| Rojito 2                                      | 2007      | Bailarines: Karla Orellana Cantantes: Johanne Carrasco                |
| Rojo en grupos                                | 2007      | Cantantes: Entreparéntesis Bailarines: Constanza Azúa y Mauro Pizarro |
| Rojo, II 2007                                 | 2007      | Cantantes: Paolo Ramírez Bailarines: Nicolás Cancino                  |
| Final Rojo 2007                               | 2007-2008 | Cantantes: K-Bala Bailarines: Nía Marambio y Francisco Chávez         |
| Rojo 2008: el valor del talento               | 2008      | Cantantes: Carolina Mestrovic Bailarines: Rodrigo Silva               |
| Rojo, el color del talento: Primera Temporada | 2018      | Cantantes: Juan Ángel Mallorca Bailarines: Hernán Arcil               |
| Rojo, el color del talento: Segunda Temporada | 2018-2019 | Cantantes: Emilia Dides Bailarines: Francisco Solar                   |
| Rojo, el color del talento: Tercera Temporada | 2019      | Cantantes: Ivana Riquelme Bailarines: Jazmín Torres                   |
| El Gran Rojo: Cuarta Temporada                | 2019      | Cantantes: Benjamín Durán Bailarines: Nicole Hernández                |

## Fenómeno discográfico

### Boom de ventas
Rojo no solo se convirtió en un fenómeno televisivo, con audiencias por sobre los 30 puntos en horario de las 18.00, con galas por sobre los 50 puntos de peak, sino también en una verdadera máquina de producción de discos, rompiendo toda clase de récords en Chile. Rojo logró reactivar el decaído mercado musical chileno, posicionándolo en el sitio de superventas.
El primer disco en lanzarse fue Rojo, Emociones y Canciones en 2003, que incluía las presentaciones de los participantes de la Primera Generación, el álbum, que solo se compraba en quioscos, logró cinco discos de platino. Luego vendrían innumerables lanzamientos de más discos dedicados al programa, todos los discos fueron primer lugar de ventas, e incluso en una semana los 4 primeros lugares del Top 10 de ventas fue para discos de Rojo. Los discos lograron múltiples discos de oro y platino, que eran entregados día a día en el programa, solo el primer año, 2003, se obtuvieron 25 discos de platino y 16 discos de oro, alcanzando un total de 600 000 discos vendidos solo ese año, convirtiéndose en el plan de marketing más exitoso que se haya visto en el mercado chileno.
También los integrantes del programa comenzaban a lanzar sus discos solistas, el primero fue de María José Quintanilla que logró alcanzar la increíble suma de 9 discos de platino con el disco México, lindo y querido. Después vino la ganadora de la Primera Generación María Jimena Pereyra que alcanzó triple platino, con el disco Dedicado. Ese año 2003 también se lanzan los discos de Daniela Castillo y Mario Guerrero, ambos de título homónimo y que fueron nuevamente un éxito logrando Doble Platino cada uno, Leandro Martínez con Todo lo que soy y Monserrat Bustamante con La chica de Rojo también realizan sus lanzamientos como solistas logrando Platino y Oro respectivamente. De igual manera, Carolina Soto con Deseo y Katherine Orellana con En ella logran la misma hazaña, obteniendo Disco de Oro y Platino. Ya en ese entonces todos hablaban del fenómeno musical de Rojo, de los múltiples platinos y oros que alcanzaban con sus discos cantados por los principales integrantes del programa, verdaderas figuras del mercado chileno.
En total, los discos del programa Rojo y de sus solistas lograron superar el 1,5 millones de copias vendidas, considerando desde 2003 al 2004, una verdadera explosión de ventas considerando que en Chile el disco de oro se alcanza por las 10 mil copias vendidas y el de platino por las 20 mil.
No solo las ventas fueron un fenómeno de magnitudes, las radios también siguieron el fenómeno de Rojo, ya que los integrantes más famosos del programa como Monserrat Bustamante, María José Quintanilla, María Jimena Pereyra, Mario Guerrero, Daniela Castillo, Leandro Martínez, Carolina Soto, Katherine Orellana, entre otros, lograban liderar todos los rankings radiales de Chile, y las canciones de sus discos solistas y del programa no paraban de sonar en todas las emisoras del país, convirtiéndose en verdaderos hits musicales.[cita requerida]

### Discos deRojo
| Disco                       | Certificación | Disco               | Certificación |
| --------------------------- | ------------- | ------------------- | ------------- |
| Rojo, emociones y canciones | 5× Platino    | Singles de Rojo     | Oro           |
| Rojo 2, en vivo             | Platino       | Rojo N Roll         | Platino       |
| Rojo, el color del amor     | 3× Platino    | Rojo, de gala       | 2× Platino    |
| Rojo, el color del amor 2   | Oro           | Rojo, de culto      | ---           |
| México, Rojo y querido      | Oro           | Ragga Rojo          | ---           |
| Blanco, azul y Rojo         | Oro           | Cuatro amantes      | Oro           |
| Fiesta al Rojo vivo         | Platino       | Rojo rock latino    | ---           |
| Rojo, lo mejor del tour     | Platino       | Rojo de Navidad     | ---           |
| A mover el esqueleto        | ---           | Clan Rojo en verano | Platino       |
| Rojo de vacaciones          | Oro           | Rojo, la película   | ---           |
| El perreo de Yamna          | ---           |                     |               |

## Franquicias

### Internacionalización
Gracias a TV Chile, la señal internacional de Televisión Nacional de Chile, el programa se ha dado a conocer en otros países. De esa manera, en 2005, el formato del programa fue comprado por "LEMA Producciones" y Canal 13 de Paraguay, donde el programa se ha transformado en un éxito de sintonía, alcanzando cuotas de pantalla por sobre el 50% de share, y ya va por los 3 años de emisión. Mientras que en Perú el formato ya está siendo producido y su estreno es en 2013.
En 2005, Paraguay compró el formato programa, titulándolo localmente como Rojo Fama Contra fama Paraguay, emitida por Canal 13, durante 3 años con varias temporadas, en el 2012 vuelve Rojo pero en otro Canal ahora en Telefuturo y otro nombre Rojo el Valor del Talento durante un año y 2 Temporadas año después, en 2013, el canal Frecuencia Latina de Perú produjo su propia versión Rojo fama contrafama (Perú).

### Rojo VIPyRojito
El éxito del programa Rojo en Chile hizo que naciesen nuevos programas con el mismo estilo. En 2005 los días viernes, y en 2007 durante toda la semana, la cantante María José Quintanilla fue la animadora de "Rojito", un estelar donde competían pequeños talentos infantiles en categorías de canto y baile. En la temporada 2005, el programa duró aproximadamente 4 meses, dando como ganadores por bailarines a Michael Pavez y por cantantes a César Morales. Sin embargo, la temporada 2007 no tuvo tanto éxito como la primera, por lo que solamente duró dos semanas. En los cantantes ganó Johanne Carrasco y en bailarines Karla Orellana.
También en el 2005 se realizó "Rojo VIP", un estelar que era transmitido martes y jueves a las 22.00, y animado por el mismo Rafael Araneda. En este programa competían cantantes antiguos que tienen una gran trayectoria y hace años consiguieron el éxito. A la vez estos cantantes son recordados en la memoria colectiva de los chilenos. 19 destacados cantantes populares competían por un premio de más de 60 millones de pesos (más de US$ 100.000): Miguel Piñera, Alejandro de Rosas, Juan Carlos Duque, Peter Rock, Pancho Puelma, Óscar Andrade, Catalina Telias, Cristóbal, Rodolfo Navech, Mónica De Calixto, Eduardo Valenzuela, Patricia Frías, Luis Dimas, Patricio Renán, Álvaro Scaramelli, Florcita Motuda, Irene Llano, Miguelo y Buddy Richard, quien fue el ganador de la competencia.

### Rojo, la película
Rojo, ya consolidado como una verdadera marca, no solo incursionó exitosamente en la televisión y en la música, también lo hizo en el cine, gracias al enorme éxito comercial del programa, los discos, productos de marketing como cuadernos, juegos, álbumes de láminas y DVD, etc, además de la gran popularidad de sus rostros. En 2006 se estrenó Rojo, la Película, titulado el primer musical del siglo XXI, y pionero en su género en Chile. El elenco está conformado por grandes actores chilenos, además de los cantantes y bailarines más destacados del programa como María José Quintanilla, Monserrat Bustamante, Daniela Castillo, Mario Guerrero, María Jimena Pereyra, entre los cantantes y bailarines como Yamna Lobos, Rodrigo Díaz, Nelson Pacheco y Christian Ocaranza, todos de la primera y segunda generación. Esta película fue todo un éxito de taquilla en Chile, en su primer día de estreno reventó la taquilla, logrando un nuevo récord al ser la película chilena más vista en su primer día en la historia.

## Rojo Idol
El 2007 Rojo se hace parte del American Idol Latino seleccionando a los 5 mejores cantantes del programa y ante un casting nacional, tanto fue el éxito que los mismo jurados del programa internacional viajaron a Chile a evaluar a los finalistas: Rubén Álvarez, Licetty Alfaro, Francisca Silva, Daniela Ceballos, Rodrigo Tapia
Ganadoras del 2007-2008, Francisca Silva, Rodrigo Tapia, Licetty Alfaro y Daniela Ceballos

### Elenco

#### Bailarines
- 1° Gran Final: Christian Ocaranza, María Isabel Sobarzo, Rodrigo Díaz, Pablo Vargas, Yamna Lobos, José Aravena, Raúl Martínez, Maura Rivera, Claudio Puebla, Franco Vásquez, Víctor Tapia, Leticia Zamorano, José Luis Quijada, Nelson Pacheco, Paulina López, Raúl Peralta.
- 2° Gran Final: Claudio Puebla, Leticia Zamorano, Juan Luis Urbina, José Luis Quijada, Paulina López, Pablo Sandoval, Constanza Azúa, Melissa Sánchez, Pamela Lozano, María Pilar Ortega.
- 3° Gran Final: Leticia Zamorano, Myriam Martínez, Paulina López, Alejandro Ramírez, Sandra Liendo, Dayris Pérez, Franco Vásquez, Paulo Nunez, Carolina Báez, Stephanie Stevenson, Juan Luis Urbina.
- 4° Gran Final: Iván Schmidt, Fabián Castro, María Jesús Tapia, Diego Gómez, Iván Cabrera, Mónica Ferrada, Christian Yuris, Alonso Tabilo, Mabel Contreras, Carolina Gómez. (más Símbolo Rojo: Paulina López, Myriam Martínez, Juan Luis Urbina, Constanza Azúa, Demis Reyes).
- 5° Gran Final: Nía Marambio-Francisco Chávez, Ivana Vargas, Constanza Azúa-Mauricio Pizarro, Carolina Gómez-Felipe Figueroa, Nicolás Cancino, Alonso Tabilo, Enzinge Stuardo, Run Fang Cheng.

#### Cantantes
- 1° Gran Final: Carolina Soto, Monserrat Bustamante (Mon Laferte), María Jimena Pereyra, Luis Pedraza, Mario Guerrero, María José Quintanilla, Leandro Martínez, Daniela Castillo, Katherine Orellana, Juan David Rodríguez, David Dionich, Patricio Garcés, Miguel Garcés, Juan José Herrera, Natalia Fairlie.
- 2° Gran Final: Sandier Ante, Daniel Donoso, Juan David Rodríguez, Bárbara Muñoz, Katherine Orellana, Gabriel Suárez, Ruth Toro, Gianina Ramos, Roberto Olea, Licetty Alfaro.
- 3° Gran Final: Carolina Soto, Gabriel Suárez, Orlando Oliva, Camila Méndez, Daniel Donoso, Andy Dular, Daniel Mesa, Simoney Romero.
- 4° Gran Final: Rodrigo Tapia, María José Saavedra, Fernanda Valdebenito, Arturo Domínguez, Francisca Silva, Pablo Alarcón, Eduardo Bravo, Cristóbal Parada, Dajana Scepanovic, Francisco Heredia (más Símbolo Rojo: Simoney Romero, Daniel Donoso, Miguel Garcés, Miguel Ángel Ahumada, Nicolás Álamo).
- 5° Gran Final: K-Bala (Dajana Scepanovic, Francisca Silva, Patricio Garcés), Rubén Álvarez, Entreparentesis (René Bastías, Iván Olivero, David Saa y otros), Cómplices (Paula Rivas y Jordan Salinas), Paolo Ramírez, Daniela Ceballos.

#### Otros participantes
Bailarines y cantantes que nunca llegaron a una final de año por alguna competencia de generación:
Bailarines: Carolina Cerda, Andrea Ríos, Sophia Benavides, Patricio Nazar, Jonathan González, Francisca Rivera, Jorge Pezo, Jason Heredia, Paola Moreno, Francisca López, Valeria Cox, Wellington Silva, Giovanna Cigna, Carolina Marmolejo, Rubén Abrigo, Andrea Calderón, Constanza Álvarez, María Pilar Ortega, Cristina Vargas, Enyger Quezada, Jocelyn Medina, Gianella Pandolfo, Pamela Gutiérrez, Andrés Manutomatoma, Nicole Scott, Willy Gómez, Juan Pablo Rahal, Paula, Andrea Bucaram, Valentina Arce, Rosaris Quiñones, Cindy Stevenson, Edwin Rivera (ingresó al clan por invitación especial), Yasna Zuvic, Valentina Roth, Giovanna Rossi, César Molina, Katherine Contreras, Bárbara Moscoso (ingresó al clan por invitación especial).
Cantantes: Valentina Vega, Karin Cáceres, Katherine Muñoz, Miguel Ángel Ahumada, Oscar Miranda, Nuel Puelma, Rodrigo Cruz, Nicolás Álamo, Aylyne Vicencio, Edmundo Grimminch, Catalina Barrios, Isber Rendiles, Daniela Sánchez, Lilian Valenzuela, Javier González, Carolina Molina, Carla Salazar, Claudio González, Rodrigo Araya, Paulo Rojas, Edra Silva, Claudia Bravo, Fernanda Gallardo, Jorge Ruiz, Tatiana Agreda, Gabriel Vásquez, Lucía Covarrubias, Leticia Rincón, Sharon Pereira (Lua de Borais), Andrés Zapata, Ángela Bendeck, Sayén Araya, Arquímides Reyes, Mike Ante, Otoniel Ríos, Anoika Wade, Zulma Arce, Jéssica Viveros, Cristián Araya, Bernardita Díaz, Natalia Santander, Andrea Lorenzini, Zafiro Ayala, Alexis Quiroz, Mariela Gamboa, Andrés Sáez, Thamara Monrroy, Kenia Becerra, Macarena Tondreau, Daniela Seves, Nicole Labra, Camila Silberstein.

## Equipo

### Conducción
- Rafael Araneda (2002-enero de 2008)
- Martín Cárcamo (2008)
- Álvaro Escobar (2018-2019)

### Producción
- Voz en Off: Jaime Davagnino
- Director General: Eduardo Domínguez (2002-2008)
- Directora: Mariana Krumm
- Productor General: Jorge Soissa
- Editor Periodístico: Roberto Apud
- Periodistas: Mauricio Gárnica, Alejandro Rahmer, Sebastián Saldaña, Rodrigo Pavez, Carolina Castañón, Carlos Roa, Cecilia Mayorga, Lorenzo Zazzali
- Libretista:Torres Lara, Marcos Ortiz
- Modelo: Pía Guzmán (2002-2004)
- Jurado: Entre todas las temporadas del programa, Edgardo Hartley fue el jurado más estable, seguido de Jaime Coloma, también integraron el jurado en algunas temporadas Freddy Stock, Maitén Montenegro, Amaya Forch, Blanca Lewin, Álvaro Escobar, Matilda Svensson, Julio César Rodríguez y Jeanette Pualuan. Para la última semana de competencia se incorporaban jurados invitados, como Italo Passalacqua. En la edición 2018, se reintegra Maitén Montenegro de forma estable, junto a Consuelo Schuster y Neilas Katinas. Para el repechaje en la edición 2018, se suma como jurado Vasco Moulian. En la segunda temporada del programa se integra como presidente del jurado, el colombiano Nicolás Tovar.
- Productores Musicales: Jaime Román, Marcelo García, Claudio Carrizo
- Coreógrafos: Rosita Piulats, Eduardo Navarrete, María Isabel Sobarzo, Cristian Ocaranza, Yamna Lobos, Rodrigo Díaz.
- Profesores: Constanza Achurra, Claudio Carrizo, Gustavo Sánchez, María Jimena Pereyra, Leandro Martínez, Daniela Castillo, Carolina Soto.

## Clan Rojo

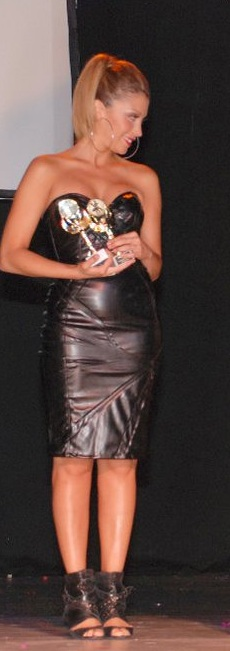
Yamna Lobos

El Clan Rojo es integrado por cantantes y bailarines que han competido en Rojo, todos ganadores o participantes de una Final de Año.
Durante el 2003 el Clan Rojo lo conformaban los participantes de la 1°,2° y 3° generación, cuando llegó la Gran Final de año, los 8 competidores finalistas por cada categoría pasaron a formar parte del clan para el año 2004, estos son:
Bailarines: Christian Ocaranza, María Isabel Sobarzo, Rodrigo Díaz, Pablo Vargas, Yamna Lobos, José Aravena, Raúl Martínez y Maura Rivera. (Durante el transcurso del 2004 Raúl Martínez es reemplazado por Nelson Mauricio Pacheco).
Cantantes: Carolina Soto, Monserrat Bustamante, María Jimena Pereira, Luis Pedraza, Mario Guerrero, María José Quintanilla, Leandro Martínez y Daniela Castillo.
Luego, cada año se van integrando nuevos participantes al clan que hayan estado en la gran final del año (el ganador será parte del clan por excelencia). En la Gran Final 2004 se dio por ganador a Claudio Puebla (bailarín) y Sandier Ante (cantante), por lo que ambos pasaron a formar parte del clan. Se esperaba una nueva competencia para el año 2005, en donde participantes compitieran representando a su país, por lo que los representantes de Chile fueron los 3 finalistas del 2004 más 1 finalista del 2003. Además se debió "desplazar" a un cantante y un bailarín del programa (que luego se integraría a la 2° generación del 2005). Conforme todo ello el clan para el año 2005 quedó compuesto por:
Bailarines: Claudio Puebla, Christian Ocaranza, María Isabel Sobarzo, Rodrigo Díaz, Pablo Vargas, Yamna Lobos, Maura Rivera y Nelson Pacheco.
Cantantes: Sandier Ante, Monserrat Bustamante, María Jiména Pereira, Mario Guerrero, María José Quintanilla, Leandro Martínez, Daniela Castillo y Katherine Orellana (finalista del 2004 invitada al clan por su gran éxito popular)
Por lo que los representantes de Chile los componen: Bailarines (José Aravena, Leticia Zamorano, Juan Luis Urbina y José Luis Quijada) y cantantes (Carolina Soto, Daniel Donoso, Juan David Rodríguez y Bárbara Muñoz). Los participantes "desplazados" son Paulina López (bailarina finalista año 2004) y Luis Pedraza (cantante finalista año 2003).
Al finalizar la competencia Final 2005 se dio por ganadoras a Carolina Soto (cantante) y Leticia Zamorano (bailarina) por lo que ingresan directamente al clan rojo para el año 2006, además se dio una la despedida a la gran cantante emblema de Rojo María Jimena Pereyra por decidir partir del programa, y además algunos participantes fueron "desplazados" del programa para, en su mayoría, no volver, por lo que el clan rojo para el año 2006 quedó compuesto por:
Bailarines: Leticia Zamorano, Christian Ocaranza, María Isabel Sobarzo, Rodrigo Díaz, Pablo Vargas, Yamna Lobos, Maura Rivera y Edwin Rivera (participante de la 2° generación internacional del 2005 invitado al clan por su gran éxito popular).
Cantantes: Carolina Soto, Sandier Ante, Monserrat Bustamante, Mario Guerrero, María José Quintanilla, Leandro Martínez, Daniela Castillo, Katherine Orellana y Juan David Rodríguez (histórico participante de rojo invitado al clan por su gran éxito popular).
Los finalistas del 2005 que no continúan son bailarines (Myriam Martínez, Paulina López, Alejandro Ramires y Sandra Liendo) y cantantes (Gabriel Suárez, Orlando Oliva, Camila Mendez y Daniel Donoso). Además no seguirá María Jimena Pereyra, y por los bailarines: Claudio Puebla y Nelson Pacheco.
Al finalizar la competencia Final 2006 se dio por ganadores a Rodrigo Tapia (cantante) y Iván Schmidt (bailarín) por lo que ingresan directamente al Clan Rojo, no seguirá María José Quintanilla por motivos de animar Rojito 2 y un bloque infantil de TVN, además se realizó una competencia Símbolo Rojo con algunos participantes antiguos de diferentes generaciones en donde las ganadoras de bailarines (Paulina López) y cantantes (Simoney Romero) ingresa directamente al clan, por lo que el clan para el año 2007 quedó compuesto por:
Bailarines: Iván Schmidt, Paulina López, María Isabel Sobarzo, Rodrigo Díaz, Pablo Vargas, Yamna Lobos, Maura Rivera, Fabián Castro, María Jesús Tapia (durante el 2007 reemplazada por Bárbara Moscoso), Diego Gómez, Iván Cabrera, Mónica Ferrada (5 últimos bailarines nombrados son finalistas de la gran final de año 2006 invitados al Clan Rojo)
Cantantes: Rodrigo Tapia, Simoney Romero, Mario Guerrero, Leandro Martínez, Katherine Orellana, Juan David Rodríguez, Monserrat Bustamante y Daniela Castillo (estas dos últimas abandonan el programa). 
Al finalizar la competencia Final 2007 se dio por ganadores a K-bala (cantantes) y Nía-Francisco (bailarines) pero no ingresan al clan rojo; además es el momento en donde más integrantes se retiraron del Clan, entre estos, los más antiguos del Clan Rojo como Mario Guerrero, Rodrigo Díaz, María Isabel Sobarzo, entre otros. Por lo que para el año 2008, existe el Personal Rojo, conformado por bailarines de las temporadas 2006 y 2007, quienes además de acompañar en las coreografías de los nuevos participantes, presentan musicales de diversas temáticas, ellos son:
Bailarinas: Carolina Gómez, Mónica Ferrada, Bárbara Moscoso, Nía Marambio, Ivana Vargas y Enzinge Stuardo, y Bailarines: Iván Schmidt, Fabián Castro, Diego Gómez, Francisco Chávez, Iván Cabrera y Felipe Figueroa.
Al finalizar la competencia Final 2018 (primera temporada) se dio por ganadores a Juan Ángel Mallorca (cantante) y Hernan Arcil (bailarín) por lo que ingresan directamente al Clan Rojo, pero esta vez solo es compuesto por 4 cantantes y 4 bailarines pero algunos finalistas no ingresan al clan como los cantantes: Jeimy Espinoza, Carla Costa y Andrei Hadler debido que ellos eran los más rechazados y mal evaluados por el público e ingresan en lugar de ellos: Toarii Valantin, Piamaria Silva y Millaray Mandiola. Los bailarines que ingresan al clan son todos los finalistas excepto Chantal Gayoso que entró en reemplazo de Nicole Hernandez. Por lo tanto el clan 2018 de la primera temporada quedó compuesto por:
Bailarines: Hernán Arcil, Geraldine Muñoz, Matias Falcón y Chantal Gayoso (ingresa al clan en reemplazo de Nicole Hernández).
Cantantes: Juan Ángel Mallorca, Millaray Mandiola, Toarii Valantin y Piamaria Silva (estos tres últimos cantantes mencionados ingresan al clan por su éxito popular).

### Secciones
En el programa también existieron y existen diversas secciones relacionadas con el programa mismo, el canto y la danza:
- Las "Copuchas de María José Quintanilla": La pequeña cantante condujo la primera sección del programa, en donde contaba las "infidencias" de los concursantes del buscatalentos. Esta sección acabó al final de la tercera generación.
- Scanner, sección presentada por Leticia Zamorano, en donde se muestra a través de la danza, una historia relacionada con un tema cotidiano con el propósito de dejarnos un mensaje positivo. La sección iba una vez por semana en donde se le veía a la bailarina acompañada de otros grandes bailarines del programa. Sección acabada luego de que la bailarina se retira del programa.

Otras secciones que no han presentado por un tiempo son:
- Entre bambalinas, sección presentada por Rodrigo Díaz, que cada semana muestra bailes exóticos, generalmente de otras naciones. Sección que esporádicamente se emite.
- Yo también puedo, personas discapacitadas cumplen su sueño de cantar o bailar en el programa. Se emitió desde el 2003 hasta el final de su temporada.
- Metamorfosis, el bailarín Christian Ocaranza presenta montajes musicales basados en su orginalidad y estilo propios de danza. Acabada cuando Christian renuncia a Rojo para luego volver a la última temporada del programa.
- Yo no tuve Rojo, sección en la que se entrevista a personas de edad más avanzada que no tuvieron en su época de jóvenes la oportunidad de competir en un programa al estilo de Rojo (por la no existencia de un programa de este tipo) y que se dedican principalmente al canto en plazas, ferias y otros lugares a lo largo del país.
- Los participantes de la competencia no solo cantan o bailan: también contarán sus historias de vida, sus penas, alegrías, su relación con su familia y cosas del ámbito personal; el animador Rafael Araneda se encargará de mostrar sus interesantes, y a veces dramáticas historias.
- También se han introducido secciones lúdicas y de entretención, como desfiles, concursos y bachilleratos.
- En esta temporada se ha introducido la sección "Yo soy Rojo", en el cual un ex participante visita el programa donde, además de presentarse, muestra sus actividades después de su salida del programa.

## Impacto mediático y controversia
El programa Rojo y sus integrantes han nutrido por años a los medios Chilenos, estos han gastado cientos de litros de tinta en publicar portadas y entrevistas en los periódicos y revistas chilenas. Hasta hoy se han publicado más de 150 portadas entre periódicos, suplementos y revistas. También se ha demostrado la popularidad de Rojo cuando todos los canales chilenos, no solo el oficial TVN y comentan los diversos sucesos ligados al programa. Pero los medios no solo han publicado sobre el éxito de Rojo, también sobre las diversas polémicas que se han generado a partir de éste. Aquí algunas de las polémicas que generaron portada y comentarios en todos los canales de televisión.
- Primera portada de prensa dedicada a Rojo, febrero de 2003: "La dolorosa historia familiar tras el éxito de la pequeña María José Quintanilla". La portada hace referencia al grave estado de salud que sufre en esos momentos el padre de la niña de 12 años, situación paralela al rotundo éxito que la pequeña obtiene día a día en sus apariciones en Rojo y que era desconocida hasta entonces.
- Algunos integrantes de la primera generación se niegan a regresar al repechaje alegando estrés y bajo sueldo.
- La integrante Daniela Castillo es dejada en quinto lugar de la competencia, el hecho genera miles de reclamos y portada en los diarios.
- Rafael Araneda critica en vivo a una concursante de la segunda generación, el hecho es criticado por internet y es portada de Las Últimas Noticias. Araneda también criticó en vivo a Nelson Pacheco cuando supo que el bailarín pretendía dejar de ir al colegio y dar exámenes libres para darle tiempo a los ensayos del programa.
- La pequeña María José Quintanilla se convierte en un fenómeno de ventas. La menor y más popular integrante de Rojo consigue ventas equivalentes a Doble Disco de Platino en solo 15 días. Portada en Las Últimas Noticias.
- María José Quintanilla abandona el programa por un mes debido a un gran deterioro de sus cuerdas vocales y se opera de amígdalas y adenoides. La ausencia de la "niña-estrella" de Rojo da pie para que la prensa escrita especule con la eventual partida del rostro más popular del programa al canal de la competencia. El diario "La Cuarta" publica en portada que "María José se fue a Canal 13", información que fue inmediatamente desmentida por TVN y la madre de María José durante la emisión de Rojo ese mismo día, horas más tarde.
- Daniela Castillo tiene un fuerte encontrón con el jurado Jaime Coloma el cual la deja llorando.[57]
- María Jimena Pereyra golpea una pared quebrándose la muñeca, debido a su enojo por haber perdido una prueba del Gran Rojo.
- Pablo Vargas alega de que el programa está arreglado, el hecho provoca portada y al día siguiente Rafael Araneda lo encara en vivo.
- Carolina Soto y Monserrat Bustamente se pelean públicamente, ya que según esta última todos sus compañeros querían que ella ganara el Gran Rojo, siendo Carolina la triunfadora.
- Algunos integrantes del Clan Rojo amenazan con no volver al programa si no se les sube el sueldo.
- Los padres de la pequeña cantante de 5 años Christell son acusados de explotación infantil, al publicarse en internet un vídeo donde ella no quiere seguir cantando por un malestar estomacal, pero es obligada por ellos a hacerlo, el hecho generó decenas de portadas y comentarios en muchos programas de televisión.
- Maura Rivera y Yamna Lobos entran en una pelea a través de los medios por cual de las dos marcaba más rating, por problemas de ego, debido a que ambas fueron peak de sintonía en una de las galas de Rojo.
- Carolina Soto declara que se siente acosada por algunos fanes temiendo por su seguridad.
- El integrante Rodrigo Cruz, tras un conflicto con el jurado, anuncia en vivo que él se retira del programa, pero al rato después vuelve llorando al estudio, pidiendo perdón.
- Una de las mayores polémicas fue cuando Juan David Rodríguez es acusado de traficar droga, el hecho provocó muchas portadas y los programas de TV hablaron del tema por varias semanas. Finalmente Juan David es dejado en libertad por inocente, pero él admite en vivo durante el programa su adicción a las drogas, el programa le da una ayuda especial.
- Cerca de 10 integrantes son despedidos de Rojo, donde se encuentra Nelson Mauricio Pacheco y Claudio Puebla, el hecho genera portada y comentarios en los programas de espectáculo.
- Un excoreógrafo y bailarín de TVN acusa a Christian Ocaranza desde Alemania en una portada del diario La Cuarta de ser homosexual, el hecho resultó algo confuso y nunca quedó del todo claro.[58]
- María José Quintanilla es hospitalizada por trabajo excesivo y estrés, lo que le generó un decaimiento, ella termina por contar en el programa su verdad.
- Pablo Vargas es protagonista de un fuerte accidente automovilístico, se le acusa de conducir ebrio, es castigado por dos meses fuera de Pantalla del programa Rojo
- Katherine Orellana es operada de urgencia debido a su gordura, sometiéndose a un by pass gástrico
- Maura Rivera sufre un accidente con su vestuario dejando al descubierto una de sus pechos, el hecho generó portada.
- Leandro Martínez protagoniza pelea por defender agresión contra su padre.
- Iván Cabrera y Maura Rivera se vieron involucrados en problema cuando Iván intentó golpear a unos niños de 12 años en un centro comercial.
- Desde la segunda generación, existió mucha polémica entre los participantes por priorizar lazos de amistad por sobre las habilidades de los bailarines y cantantes a la hora de las eliminaciones.
- Rojo VIP tampoco estuvo exento de polémicas: durante su participación en el programa, a Rodolfo Navech se le vinculó con un prostíbulo que supuestamente mantenía en un departamento de su propiedad, situación que era desconocida por el cantante y fue en realidad responsabilidad de su mujer;[59][60] Óscar Andrade se opuso a que uno de sus temas figurara en el disco lanzado por el programa,[61] tuvo una fuerte discusión con Navech (quien llegó a amenazarlo de muerte[62]) y, tras su segundo lugar en la final el programa, acusó presentar acciones legales al considerar que el productor musical e integrante del jurado Camilo Fernández (quien lo calificó con un 2 en la gala final) tenía intereses económicos en juego, al ser poseedor de los derechos de varios temas de su rival en la final, Buddy Richard, a quien Fernández calificó con un 7.[63] Antes, Andrade había hecho público en el programa que Fernández le debía "los dineros de los últimos 30 años" al reconocido cantautor nacional Patricio Manns, a quien Fernández le produjo varios de sus discos, incluyendo el clásico "Arriba en la cordillera", denuncia que posteriormente fue avalada por Manns.[64]
- La edición 2018, Rojo, el color del talento tampoco estuvo exenta de polémicas. El día martes 29 de mayo de 2018, Jeimy Espinoza criticó que las notas que le entregaba el jurado a Juan Ángel Mallorca estaban regaladas, ya que no reflejaban el real desempeño del muchacho. Esto provocó el llanto de Juan Ángel, quien luego se desahogó con su entrenador, María Jimena Pereyra, diciendo que siempre da lo mejor de sí y lucha por no ser enviado a capilla. Además, Jeimy dijo que debería existir una pauta para la evaluación, debido a que las notas del jurado no reflejan las dadas por el público. La crítica de Jeimy recibió el apoyo de Andrei Hadler, diciendo que Juan Ángel no es versátil, ya que siempre canta el mismo tipo de canciones. La polémica provocó el apoyo del público a Juan Ángel, ya que, como en esta edición el público es el cuarto jurado, terminaron evaluando con muy mala nota a Andrei, enviándolo a capilla. Jeimy Espinoza también fue mal evaluada por el público, además de ser enviada a capilla por sus propios compañeros, entre los cuales se encontraba el propio Juan Ángel.[65]
- El jueves 7 de junio de 2018, fue invitada Carolina Soto a la nueva edición del programa, Rojo, el color del talento. Su presencia fue inmediatamente bien recibida entre el público, los participantes y los coaches, a excepción de María Jimena Pereyra, quien claramente estaba incómoda por la presencia de Carolina. El conductor Álvaro Escobar les pidió a los ex compañeros de Carolina (ahora coaches) que la definieran en una palabra. Mientras Daniela, Leandro, Christian, María Isabel y Yamna la definían con cariñosas palabras, María Jimena la definió de mala gana con la palabra "Festivales". Incluso, María Jimena no parecía poner atención a lo que decía Carolina, ya que solo enfocaba su atención a su teléfono celular. Incluso, cuando Carolina pidió permiso para sentarse junto a los coaches, estaba señalando un asiento vacío, el cual le pertenecía a María Jimena. Esto generó especulaciones y una clara señal del quiebre de la amistad entre Soto y Pereyra,[66] con la argentina respondiendo a través de su cuenta de Twitter comentarios donde se cuestionaba su actitud hacia Carolina, respondiendo con comentarios como "Pena me da a mí lo que ella hizo conmigo" y "Ella se ha portado muy mal conmigo, jamás la perdonaré".[67] Al día siguiente, en el programa de farándula Intrusos, se reveló que el quiebre se generó hace años, cuando María Jimena terminó con su exnovia. Carolina seguía siendo amiga de la expareja de María Jimena, lo que la habría indignado, pero que todo empeoró cuando la transandina se enteró de que Carolina había hablado mal de su actual pareja, lo que habría generado el quiebre de manera irreconciliable,[68]
- El día sábado 23 de junio de 2018, a través de su cuenta de Facebook, la activista evangélica y Directora del Observatorio Legislativo Cristiano, Marcela Aranda, llamó a sus seguidores a denunciar a Rojo, el color del talento al Consejo Nacional de Televisión, debido a que esa misma semana se mostró un beso entre dos participantes del mismo sexo, la pareja homosexual conformada por el bailarín Hernán Arcil y el cantante Andrei Hadler.[69]
- El día viernes 29 de junio de 2018, el día de eliminación, quienes quedaban en capilla eran Andrei Hadler, Jorge Núñez y Felipe Galindo. El jurado decidió salvar a Jorge y los compañeros debían decidir entre Andrei y Felipe quién se debía quedar. Jorge era el último en votar. Si Jorge votaba por Andrei, resultaría en un empate entre los nominados, pero Jorge se decidió por Felipe, resultando Andrei eliminado. El primer día de la semana de repechaje, los compañeros tildaron de traidor a Jorge, ya que, según ellos, el plan era generar un empate entre Andrei y Felipe, ante lo cual el jurado debía deliberar sobre quién debía quedarse. Sin embargo, Jorge defendió su postura, diciendo que era mentira lo del acuerdo del empate, ya que según él, en caso de ser uno de los nominados, sus compañeros lo querían eliminar a él, además de declarar que él tiene derecho a decidir quién quiere que se vaya o que se quede, y en este caso, había decidido votar por su amigo Felipe.[70]
- El día miércoles 4 de julio de 2018, el tercer día de la semana de repechaje de Rojo, el color del talento, los bailarines participantes debían escoger quién debía seguir para la final del repechaje entre dos nominados, que en este caso eran los gemelos cubanos Marlon y Maylor Pérez. Sin embargo, antes de que esto ocurriera, Maylor alegó que la opinión que el jurado Neilas Katinas dio sobre su presentación el día anterior fue una falta de respeto, ya que el jurado le había preguntado si acaso él y su hermano estaban en el programa por su pasión por el baile o solo por buscar fama. Katinas defendió su postura diciendo que la presentación de Maylor fue deficiente, ya que no mostró ni calidad, ni corazón, ni nada. Maylor, por su parte, dijo que no quería presentarse a la fila de eliminación y además, declaró que tampoco quería presentarse al repechaje, pero que debía hacerlo por exigencias del contrato.[71] Con esto, Marlon declaró que abandonaría la competencia por decisión propia y le daría su cupo a su hermano Marlon, luego de lo cual abandonó el escenario. Sin embargo, segundos después, su hermano Marlon decidió apoyarlo y, sin decir nada, también decidió abandonar la competencia. Este hecho recibió apoyo del público hacia los gemelos a través de las redes sociales, condenando además la conducta despectiva por parte del lituano.[72][73]
- El día 26 de julio, la recién integrada cantante Paloma Castillo decide renunciar a la competencia, para concentrarse en su carrera musical de forma independiente. Al día siguiente, los participantes Felipe Galindo y Carla Costa debían enfrentarse para no ser eliminados de Rojo, pero debido a la renuncia de Castillo se les informa a ambos que seguirían en la competencia, manteniéndose por una semana más en Rojo.
- El día 19 de julio la bailarina Camila Vásquez, quien había regresado a la competencia por el repechaje, presentaba un musical de la película La Sirenita. Repentinamente se detiene ya que ella sufrió una fuerte lesión en su brazo, dejándola por 2 semanas con licencia médica. El día 2 de agosto, se informa que su licencia se extendería, por lo que ella debió abandonar la competencia.
- El día 3 de agosto, el cantante Toarii Valantin fue eliminado por segunda vez de la competencia. Posterior a eso, varios hechos confusos se sucedieron. Durante una transmisión en vivo por Instagram del bailarín Juan Francisco Matamala, se dejaron entrever unos comentarios de la bailarina Javiera Aranda que incitaban a calificar con nota mínima a la cantante Piamaría Silva y tildándola de p*lla, esto debido a que Valantin no debía ser eliminado en la semana. Valantin también comentó a una fan, que asistió al evento FestiGame donde el clan fue invitado, que Piamaría fue quien eliminó a Valantin. Él se refirió de la siguiente manera: esta p*rra me echó del programa, a lo que Silva le respondió a Valantin: no me vuelvas a hablar más. En la emisión del programa del día 6 de agosto, Silva aclaró que existe una supuesta mala relación entre ella y sus compañeros de elenco, la cual no quedó del todo claro.
- Dentro de esos días también, al cantante Andrei Hadler se le aplicaron dos sanciones. El día 3 de agosto, Hadler tuvo prohibición de entrar al estudio del programa hasta el momento de eliminación por haber llegado tarde a los ensayos para su presentación, y el día 6 del mismo mes, Hadler fue sancionado con un punto menos de su promedio general de su presentación por la misma razón mencionada anteriormente. El público se manifestó gritando "injusticia".
- El 10 de agosto, la cantante Piamaría Silva fue eliminada de la competencia por decisión de sus compañeros ante Andrei Hadler. Al no recibir apoyo de ninguno de sus compañeros, Piamaría acusó en ese momento que a la hora de votar por quién sigue en el programa, los participantes votan por amistad y no por talento.
- El 17 de agosto, el bailarín Juan Francisco Matamala fue eliminado por segunda vez del programa, frente a Nicole Hernández. En el programa del 20 de agosto, se dio a entender que el bailarín Matías Falcón fue quien eliminó a Matamala, debido a una supuesta mala relación entre ambos bailarines. El cantante Andrei Hadler salió en defensa de Matamala, tildando a Falcón de "cínico". Su pareja en ese entonces, el bailarín Hernán Arcil, también apoyó a Matamala.
- El 7 de septiembre, la bailarina Chantal Gayoso fue la última eliminada de los bailarines antes de la gran final. Gayoso se mostró totalmente afectada, saliendo del estudio sin decir nada. La actitud de Gayoso fue totalmente criticada por los cibernautas que seguían el programa, tildándola de "inmadura" y "falta de respeto". El mismo día, la cantante Millaray Mandiola fue la última eliminada de los cantantes. Cabe destacar que Mandiola ya había sido eliminada anteriormente dos veces. En esta ocasión, en el momento de su tercera eliminación, Mandiola tuvo palabras para agradecer al programa y también alentando a sus compañeros que llegaron a la final. Esta actitud fue elogiada por los cibernautas, en contraste a lo acontecido por Gayoso anteriormente.
- El 12 de septiembre, la bailarina Nicole Hernandez, quien habría preparado un show especial para la gala de bailarines que se realizaba aquel día, es informada que debido a su "Cuarto Lugar" no se podría presentar en el plano de la competencia, esto incomodó de gran manera a la participante, la cual aunque igualmente se le ofreció presentar su trabajo no accedió. En la semana se presentaron varias denuncias y protestas por redes sociales hacia la producción del programa, afirmando que fue una gran falta de respeto lo que se había hecho con la concursante. Al día siguiente, la cantante Carla Costa fue dejada en cuarto lugar de los cantantes, pero a diferencia de Hernández, ella sí decidió presentar su número artístico en la final, la cual terminó siendo ovacionada.
- Durante la segunda temporada, el bailarín Rodrigo Canobra alegó que existen estrategias para eliminar a las mujeres de la categoría. En un confesionario, la bailarina Daniela Acevedo dio por entendido que Francisco Solar estaba detrás de estas estrategias. Cabe mencionar que las dos primeras eliminadas de la categoría fueron Valeria Tapia y Daniela Aravena.
- En el programa del 28 de septiembre, el bailarín Francisco Solar tuvo que salir a aclarar unos malentendidos contra la bailarina Geraldine Muñoz, por proteger a su pareja en ese entonces, la bailarina Chantal Gayoso. Solar aclaró que sus dichos no tuvieron nada que ver contra Muñoz, disculpándose en el acto.
- El mismo día 28 de septiembre, Mario Kreutzberger, conocido como Don Francisco visitó el programa. Las cantantes María Jimena Pereyra y Carolina Soto lograron reconciliarse debido a una petición de Kreutzberger. Cabe destacar que ambas cantantes protagonizaron una polémica en la primera temporada, evidenciando un fuerte desaire de Pereyra hacia Soto.
- En la semana del 19 al 23 de noviembre, se inició el repechaje de la segunda temporada, así como también un proceso denominado La Revancha que consiste en que participantes eliminados de la primera temporada, reingresaban para obtener un cupo en la competencia y así llegar a la final. Esto fue duramente criticado por el público de Rojo y también por los propios participantes de la segunda temporada, alegando que les estarían quitando el lugar para llegar a la final del programa.
- Juan Francisco Matamala y Andrei Hadler, quienes fueron los dos últimos participantes en reingresar de la primera temporada en la revancha de la segunda temporada, también protagonizaron polémicas cada uno. El 29 de noviembre, Hadler fue enviado a capilla. El jurado Nicolás Tovar criticó al concursante alegando que solo era una caricatura y no un talento en sí, lo cual molestó a Hadler, quien alegó que está en el programa para seguir aprendiendo. Estos dichos fueron respaldados por quien fuera su pareja en ese entonces, el bailarín Hernán Arcil. Al día siguiente, Hadler fue eliminado de la competencia, saliendo del estudio sin decir nada y evidentemente molesto. Por su parte, Matamala tuvo que ausentarse varias veces de las instancias de eliminación debido a compromisos externos al programa, por ejemplo, para el día 14 de diciembre, Matamala debía presentarse en el proceso de eliminación, pero se encontraba en el Teatro Caupolicán como parte del cuerpo de baile de la cantante cubana Olga Tañón. Matamala añadió que tal vez podía llegar a tiempo al programa para presentarse, peligrando su estancia en el programa. Finalmente, el bailarín fue salvado del proceso de eliminación, disgustando a sus propios compañeros y al público, argumentando que era injusto. El jurado Vasco Moulián añadió que, si él tenía que cumplir un compromiso externo al programa, debía acatarlo como tal. Finalmente, el 21 de diciembre, Matamala fue eliminado de forma unánime del programa frente al bailarín Francisco Solar.
- En la tercera temporada del programa, se ocurrió una situación confusa. El día 14 de mayo, el bailarín Sandro Álvarez presentaba su número artístico cuando hubo un percance donde Álvarez casi se cae en el escenario debido a un mal manejo de uno de los bailarines de apoyo. Al terminar la presentación, se evidenció una fuerte molestia de Álvarez a uno de los bailarines, alegándole que tuviera cuidado. Esto fue criticado por el jurado Cristian Natalino (vocalista del grupo Natalino), quien le dijo a Álvarez que no debía reaccionar de esa forma.
- En el Gran Rojo, también se generaron polémicas, una de ellas fue la ocurrida el día 1 de agosto de 2019, antes de la emisión del programa ese día. La cantante Jeimy Espinoza, quien fuera el segundo lugar de los cantantes en la primera temporada, anunció su renuncia de la competencia. Según lo que se estipuló, el conductor del programa Álvaro Escobar agregó que no se aceptarían irresponsabilidades al interior del programa, contraste a lo que dijo Espinoza en sus historias de Instagram: "no estoy dispuesta a transar mi imagen artística".
- El bailarín Hernán Arcil fue eliminado de la competencia el día 23 de agosto, y dentro de su discurso de agradecimiento evidenció que en la producción del programa existían malos tratos hacia los mismos concursantes por parte del equipo realizador. Esto nunca quedó del todo claro.

## Horarios
- Diciembre de 2002-Marzo-junio de 2003, Octubre de 2003-diciembre de 2004 lunes a viernes 18:00 a 20:00.
- Verano de 2003 lunes a viernes 18:00 a 20:00.
- Junio-octubre de 2003 lunes a viernes 18:30 a 20:00.
- 2005: lunes a viernes 17:55 a 20:00 (Versión Clan Rojo verano 18:10 a 19:20).
- 2006: lunes a viernes 18:00 a 20:00 (Versión Rojo verano 18:45 a 20:00).
- 2007: lunes a viernes 18:00 a 20:00 (de marzo a noviembre); 18:45 a 20:00 (de noviembre a enero de 2008).
- 2008: lunes a viernes 18:00 a 20:00; 12:05 a 13:30 (Los mejores momentos de Rojo, 3 de noviembre a 12 de diciembre).
- 2018-febrero de 2019: lunes a viernes 19:00 a 21:00
- Marzo de 2019-junio de 2019 lunes a viernes de 18.20 a 20.20
- Julio de 2019-diciembre de 2019 lunes a viernes de 19:00 a 21:00

Los horarios varían según la programación del canal